# Artasiro (sátrapa)
Artasiro (em grego: Αρτάσυρος; romaniz.: Artásyros) Artasiras (Ἀρτασύρας, Artasýras) ou Artasuras (Ἀρτασούρας, Artasoúras), chamado pelo historiador Plutarco como Artaxerxes (Ἀρταξέρξης, Artaxérxēs), foi um oficial militar iraniano do Império Aquemênida, ativo no reinado do xainxá Artaxerxes II (r. 405/4–359/8 a.C.).

## Nome
Artasiro (Αρτάσυρος, Artásyros), Artasiras (Ἀρτασύρας, Artasýras) ou Artasuras (Ἀρτασούρας, Artasoúras) são as formas gregas do nome iraniano antigo Retasura (*Ṛta-sūra), "poderoso através de Arta", que foi registrado em acadiano como Artasurru e em elamita como Irdaxura (Irdašura).

## Vida
Artasiro era de origem báctria. Cyril Toumanoff sugeriu que era filho de certo Orontes, cuja existência é conhecida de uma inscrição. Iniciou sua carreira no reinado do xainxá Dario II (r. 423–404 a.C.), quando apoiou as tropas lealistas contra a rebelião de Arsites, irmão de Dario II. Sabe-se que foi derrotado duas vezes antes de vencer Artífio, aliado de Arsites, ao subornar seus mercenários gregos. Mais adiante, no reinado de Artaxerxes II, foi designado como "Olho do Rei" e seria nomeado sátrapa da Armênia. Seu filho, Orontes I, às vezes chamado "Orontes, o Báctrio", casar-se-ia por volta de 401 a.C. com Rodoguna, filha do xainxá, e sucederia o pai na Armênia.